# Bukovec (Drahanská vrchovina)
Bukovec (596 m n. m.) je výškový bod ležící v Drahanské vrchovině v neoficiální oblasti Hořické lesy. Leží 4 km západně od města Blanska.
Jeho prominence je 198 m.

## Přístup
- Z Hořic

Nejkratší je cesta z Hořic u Blanska. Vydáte se po červené značce po chvíli se napojíte na modrou, po 300 m na rozcestí se dáte na štěrkovou cestu, která vás dovede až 200 m pod vrchol a poté budete pokračovat po zelené značce doleva.
- Z Blanska

Z vlakové zastávky se můžete vydat hned po trech turistických značkách. Červená i modrá vás dovedou na „rozcestí nad Hořicemi“ odkud je Bukovec chvíli po modré a následně po štěrkové cestě až 200 m pod vrchol. Ze zelené značky se musíte u Penzionu u Strakatého koně na Hořicích odpojit na červenou turistickou značku. Převýšení cesty je 340 m.
- Z Černé Hory

Stále po zelené (6–7 km) až na vrchol, převýšení cesty je 400 m.
- Z Lipůvky

3 km po červené značce následně 1 km po zelené. Převýšení je 230 m.